# 朝のエンカパラダイス
朝のエンカパラダイス（あさのえんかぱらだいす）は、ぎふチャンで平日早朝に放送されていた演歌・歌謡曲専門のラジオ番組である。2013年3月に終了し、翌月から『歌のアルバム』という名称で岐阜エフエム放送に引き継ぐ形で放送されている。

## 放送時間
- 2007年4月から2013年3月まで月曜 - 金曜5:30 - 6:00（2007年10月以後5:30が1日の放送開始となるため、月曜以外1日の最初の番組となっていた。2008年7月以後は日曜深夜-月曜日未明も終夜放送を休止するため、月曜日も最初の番組となる）
- 2007年3月まで火曜日～日曜日　深夜4:30 - 5:00（水曜日～月曜日午前）

## 月曜日未明（日曜深夜）の聴取について
- 2007年3月までは終夜放送をしていた関係で、月曜日早朝（日曜深夜、以下同文）はJRN系列の民放局以外の局の放送が終了（メンテナンスによる休止）しているため、当番組の月曜未明の放送は全国の聴取者が聞いていた。
- しかし、「あなたへモーニングコール」を放送しているJRNあるいは一部のNRN局は午前4時に放送を開始しているため、混信する場合もある（和歌山放送も同番組を放送）。
- また、4時50分前後になると、番組を放送していない放送局でも試験電波の発射が始まり、やがて良好に聴けなくなる。そのため、4時30分から15分小々の時間しか、良好に聞くことができなかった。

## パーソナリティ
- 毎日変更制になっている

月：不明
火：いずはら玲子
水：楠木健二、条かおり
木：五月南風
金：不明